# Nordrügener Bodden

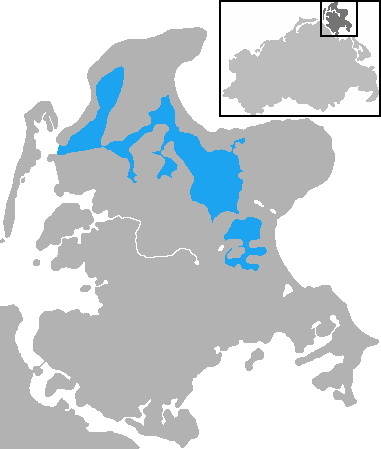
Nordrügener Bodden

Die Nordrügener Bodden oder auch Rügenschen Innenboddenkette sind Teil der vorpommerschen Boddenlandschaft in der südlichen Ostsee. Sie werden fast vollständig von der Insel Rügen und deren Halbinseln umgeben. So grenzen im Norden der Bug, die Halbinseln Wittow  und Jasmund und die Landzunge  Schaabe die Boddenkette nach Norden ab. 
Im Süden liegt das rügische Muttland. 
Zu den höchsten Punkten der umliegenden Endmoränenzüge zählen der Rugard (118 m) bei Bergen, der Tempelberg (50 m) bei Bobbin, der Hoch Hilgor (43 m) bei Neuenkirchen, die Banzelvitzer Berge (45 m) bei Rappin und der Mühlenberg (25 m) zwischen Buschvitz und Stedar.
Im Westen verfügt die Boddenkette durch den Vitter Bodden über eine schmale Verbindung zur Ostsee. Durch diese schmale Meeresenge erfolgt der Austausch mit Salzwasser, so dass das Wasser nach Osten immer brackiger wird. Die Boddenkette ist stark gegliedert. Die Nordrügener Bodden werden an ihren Ufern von höheren Endmoränenzügen im Wechsel mit kleineren Zungenbecken umrandet. 
Zwischen den Orten Ralswiek und Liezow,  an dem Damm zwischen Großen und Kleinen Jasmunder Bodden, nähern sich die beiderseitigen Endmoränenhöhen auf weniger als 1 km Abstand. 
Der Kleine Jasmunder Bodden ist nur noch über einen kleinen Kanal bei Lietzow mit den restlichen Bodden verbunden.
Im Einzelnen besteht die Nordrügener Boddenkette aus:
- dem Wieker Bodden
- dem Rassower Strom
- dem Großen Jasmunder Bodden mit
  - Großer Jasmunder Bodden
  - Breetzer Bodden
  - Neuendorfer Wiek
  - Breeger Bodden
  - Lebbiner Bodden
  - Tetzitzer See
  - Mittelsee
  - Spykerscher See
- dem Kleinen Jasmunder Bodden

(Reihenfolge von West nach Ost; einige kleinere Verbindungsgewässer sind hier unberücksichtigt)